# Andrewsarchus mongoliensis
Andrewsarchus mongoliensis är en numera utdöd art av hovförsedda rovlevande däggdjur. 
Rovdjuret påminner om en varg till utseendet, och levde för 49-37 miljoner år sedan. Arten upptäcktes i Gobiöknen av Kan Chuen Pao år 1923. Skallen på detta rovdjur, fisk- eller asätare, är 83,4 cm lång. Mankhöjden var cirka 1,8 meter och kroppslängden utan svans ungefär 3,5 meter.
I samma släkte blev med Andrewsarchus crassum ytterligare en art beskriven. Släktnamnet hedrar Roy Chapman Andrews som var ledare av laget med forskare som upptäckta det första fossilet.
Andrewsarchus är troligtvis det största landlevande rovdäggdjur som någonsin funnits, aningen större än den lite yngre Entelodon.
Tillhörigheten till ordningen mesonychider (Mesonychia) är omstridd. Andrewsarchus är närmare släkt med de nu levande flodhästarna och valarna som tillsammans ingår i den taxonomiska gruppen Cetartiodactyla.

## Bilder

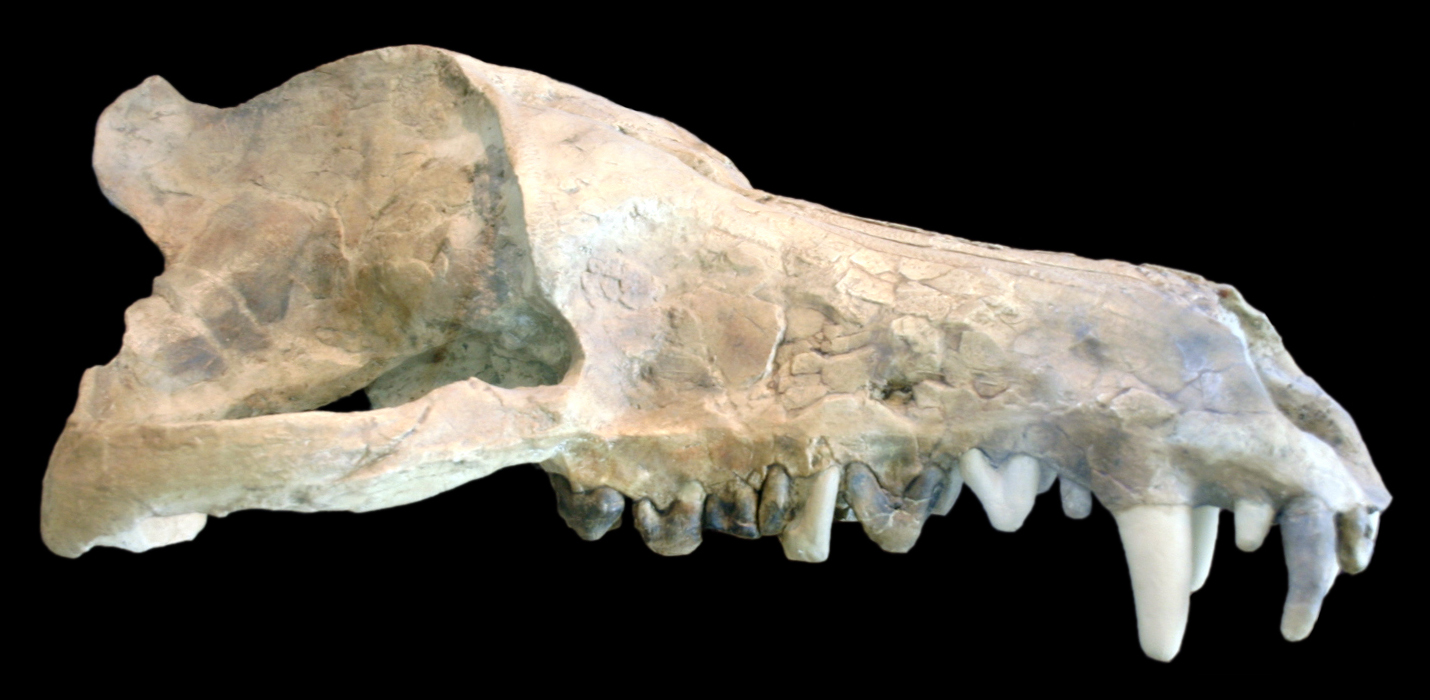
Avgjutning av Gobi-fyndet
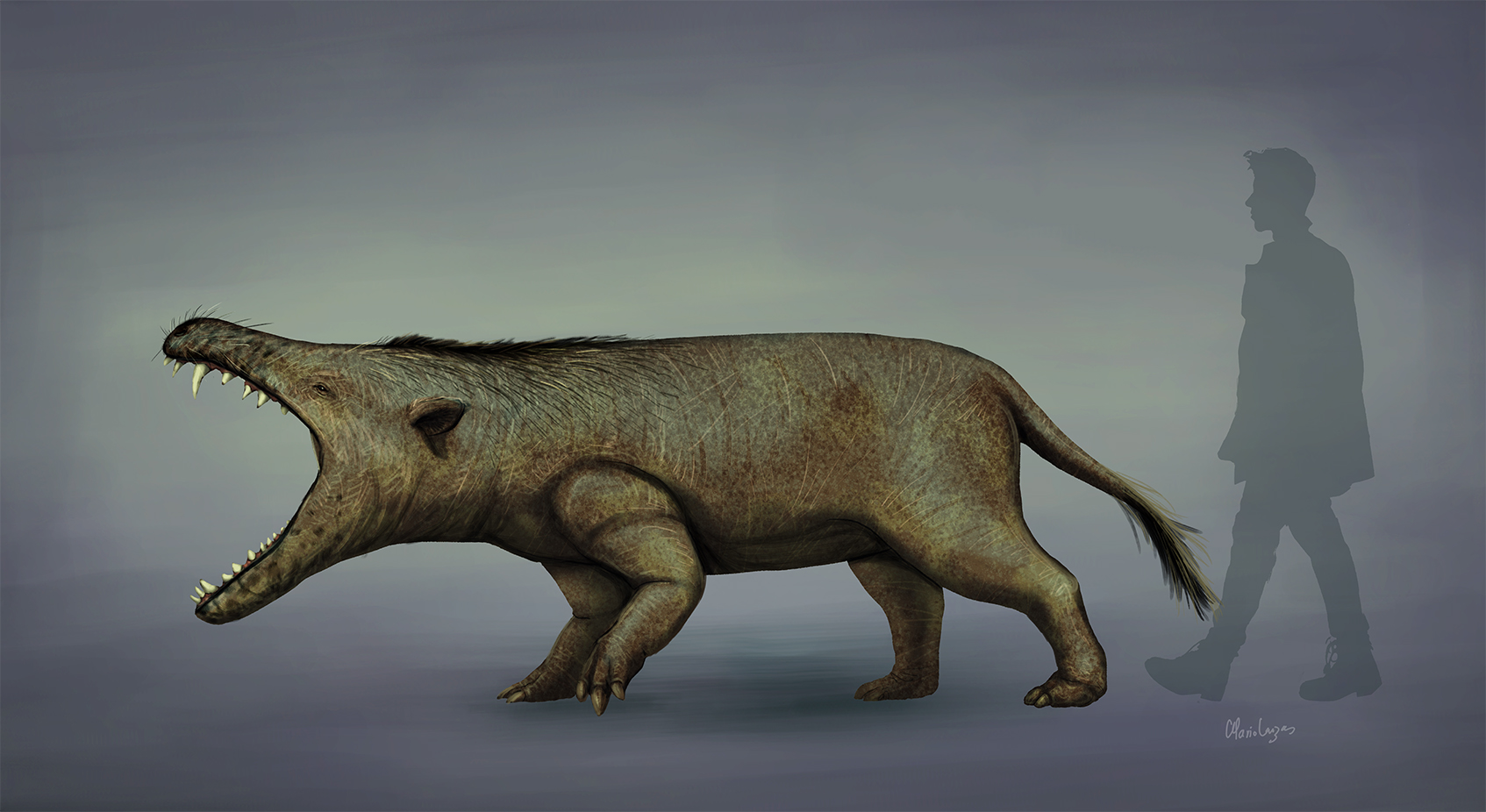
Andrewsarchus storlek jämfört med en människa.